# Автошлях Т 2303
| Маршрут: Т 2303             | Маршрут: Т 2303 |
| --------------------------- | --------------- |
| Кам'янець-Подільський район |                 |
| Дунаївці                    | Н03 Т 2308      |
| Мушкутинці                  | 2,9 км          |
| Голозубинці                 | 7,5 км          |
| Рачинці                     | 10,4 км         |
| Великий Жванчик             | 18,1 км         |
| Чимбарівка                  | 22,2 км         |
| Подільське                  | 27,0 км         |
| Рункошів                    | 32,5 км Т 2317  |
| Грушка                      | 32,5 км Т 2317  |

Автошля́х Т 2303 — територіальний автомобільний шлях в Україні. Проходить територією Кам'янець-Подільського району Хмельницької області через Дунаївці — Грушку.
Починається в місті Дунаївці, проходить через села Мушкутинці, Голозубинці, Рачинці, Великий Жванчик, Чимбарівка, Подільське, Рункошів та закінчується в селі Грушка, переходячи в Т 2317 Кам'янець-Подільського району.
Основна (проїжджа) частина дороги має ширину 6—8 м, загальна ширина 9—10 м. Покриття — асфальт. Місцями — щебінь.
Загальна довжина — 32,5 км.